# Иранская коммунистическая партия
Иранская коммунистическая партия (ИКП; перс. حزب کمونیست ایران‎, Хезбе коммунисте Иран) — коммунистическая партия, действовавшая в Иране с 1920 по конец 1930-х.

## История
Марксистское движение в Иране зародилось в конце XIX века, что было связано с началом перехода страны от феодализма к капитализму и быстрым ростом численности рабочего класса. Центром социал-демократического движения стал Северный Иран, куда марксизм проникал через российский Азербайджан.
Основана 22 июня 1920 года в Энзели (провинция Гилян) на съезде социал-демократической партии «Адалят», принявшем решение о переименовании партии Адалят в ИКП. Формированию партии способствовало провозглашение Гилянской советской республики. Вскоре после съезда ИКП была принята в Коминтерн в качестве его секции.
В первой программе партии перед коммунистами ставилась задача аннулирование англо-иранского договора 1919 и освобождение Ирана от иностранного господства, ликвидация монархии, проведение земельной реформы и ликвидация крупного феодального землевладения.

Хайдар-хан Аму-Оглы Таривердиев, первый руководитель иранских коммунистов

На первом этапе существования партия заняла крайне леворадикальную позицию, вызванную переоценкой степени буржуазного развития Ирана: партия выдвинула лозунг немедленной социалистической революции в стране, вела активную антиисламскую пропаганду, требовала конфискации земель всех собственников, включая мелких. В 1920 в результате изменения состава ЦК ИКП курс партии стал более умеренным. Генеральным секретарём партии был избран один из лидеров Конституционной революции Хайдар-хан Аму оглы.
Коммунисты Ирана принимали активное участие в национально-освободительном движении в Иране в 1920—22. Организации ИКП были созданы в Тегеране, Тебризе, Мешхеде и других городах и районах страны. Партия руководила работой профсоюзов, входивших в Профинтерн. ИКП издавала газеты «Хакикат» («Правда»), «Кар» («Труд»).
Члены ИКП вошли в состав революционного правительства Гилянской республики (в частности, Хайдар-хан занимал пост министра внешних сношений), однако в результате организованного Кучек-ханом 29 сентября 1921 переворота оказываются втянутыми в гражданскую войну, окончившуюся падением республики.
В 1925 после провозглашения шаханшахом Ирана Реза Пехлеви правительство подвергло ИКП репрессиям. Часть руководства вынуждена была покинуть страну. Партийная печать печаталась за границей и нелегально ввозилась в Иран.
На прошедшем нелегально в 1927 2-м съезде ИКП были приняты новые Программа и Устав, а также тезисы по национальному и аграрному вопросу, обозначены действия по работе в крестьянской, молодёжной, женской среде. Новый ЦК приступил к воссозданию партийных организаций, развернул пропагандистскую работу в стране и за рубежом. Стали выходить печатавшиеся в Германии и Австрии газеты «Пейкар» («Борьба»), «Байраге энгелаб» («Знамя революции») и журнал «Сетарейе сорх» («Красная звезда»).
В 1929—31 ИКП осуществляла руководство развернувшимся в стране стачечным движением (на текстильной фабрике в Исфагане, железной дороге в провинции Мазендеран, в ковровых мастерских Машеда, на принадлежавших англичанам нефтяных предприятиях). В ответ на это в мае 1931 шахское правительство издало закон о запрете коммунистической деятельности. В результате последовавших арестов в тюрьме оказались многие активисты и руководители партии. Однако к 1934 партия оправилась от репрессий и возобновила активную деятельность. Новым лидером ИКП стал Таги Эрани. В 1934—1935 роль печатного органа партии принял журнал «Донья» («Вселенная»). В 1937 правительство развернуло новый виток репрессий против коммунистов, в результате которых партийные и профсоюзные организации оказались разгромленными, а большинство активистов были заключены в тюрьмы.
В 1938 состоялся громкий процесс над руководителями ИКП (так называемый «процесс 53-х»). В 1940 Таги Эрани был убит в тюрьме.
Оставшиеся на свободе члены ИКП вошли в состав Народной партии Ирана (Туде), созданной 29 сентября 1941 года и ставшей правопреемницей ИКП.

## Руководители ИКП
- Аветис Султанович Султан-Заде — генеральный секретарь ЦК (июнь-октябрь 1920)
- Хайдар-хан Аму-Оглы — генеральный секретарь ЦК (1920—1921)
- Сеид Джафар Пишевари — первый секретарь ЦК (с 1929)
- Таги Эрани (с 1934)